# Eugénie de Guérin
Eugénie de Guérin (Andillac, 29 gennaio 1805 – Andillac, 31 maggio 1848) è stata una scrittrice francese, sorella del poeta Maurice.

## Biografia
Di origini nobili, anche se non più benestante, Eugenie visse un'esistenza appartata, all'interno della sua famiglia profondamente dedita alle pratiche religiose, e sospinta dal grande affetto per il fratello minore Maurice de Guérin, che seguì con amore materno, inculcandogli la perseveranza nella fede ed il conforto nei momenti difficili.
Il fratello Maurice è strettamente associato ad un lavoro letterario, svolto da Eugenie, non destinato inizialmente alla pubblicazione, ma scritto appositamente per lui.
In questo scritto, a partire dal 1834, Eugenie riportò la cronaca delle sue giornate, le sue emozioni e le sue impressioni palpitanti come possono essere quelle di chi vive in simbiosi con la natura.
Comunicò al fratello anche le letture svolte, da quelle religiose a quelle romantiche fino al Manzoni, realizzando capitoli ricchi sia di ragionamenti sia di meditazioni.
Dopo la morte del fratello, Eugenie continuò la stesura del diario, così come il dialogo con Maurice, reso idealizzato. In queste pagine finali, Eugenie approfondì tematiche riguardanti la morte e Dio.
L'opera che ci lasciò, intitolata  il Journal, la cui edizione  completa fu pubblicata solo nel 1934, alla fine si rivelò composta soprattutto da pagine di meditazione e preghiera.
Lo scrittore Jules Barbey d'Aurevilly, amico della famiglia Guérin, definì l'opera : « Le Journal d'Eugénie, rappresenta il meglio del cuore delle donne>>.
Nel 1865 furono edite le sue Lettres: quelle indirizzate al fratello, al quale mai venne meno il suo profondo affetto, che esprimono una profonda spiritualità.